# Dixenita
La dixenita es un mineral de la clase de los fosfatos que pertenece al grupo de las hematolitas

## Características
La dixenita es un fosfato de fórmula química CuMn142+Fe2+(SiO4)2(As5+O4)(As3+O3)5(OH)6. Cristaliza en el sistema trigonal. Su dureza en la escala de Mohs se encuentra entre 3 y 4.
Según la clasificación de Nickel-Strunz, la dixenita pertenece a "08.BE: Fosfatos, etc. con aniones adicionales, sin H2O, sólo con cationes de tamaño medio, (OH, etc.): RO4 > 2:1" junto con los siguientes minerales: augelita, grattarolaita, cornetita, clinoclasa, arhbarita, gilmarita, allactita, flinkita, raadeita, argandita, clorofenicita, magnesioclorofenicita, gerdtremmelita, hematolita, kraisslita, mcgovernita, arakiita, turtmannita, carlfrancisita, synadelfita, holdenita, kolicita, sabelliita, jarosewichita, theisita, coparsita y waterhouseita.

## Formación y yacimientos
Fue descubierta en Långban, localidad del municipio de Filipstad, en Värmland, Suecia. Se trata del único lugar en todo el planeta donde ha sido descrita esta especie mineral.